# مجموعة الشامخ القابضة
مجموعة الشامخ القابضة، أو مجموعة البيان القابضة سابقًا  هي مجموعة تجارية سعودية ومقرها في الرياض، المملكة العربية السعودية . توفر الشركات التابعة لها خدمات التطوير والإدارة العقارية، والمعلومات والاتصالات، والطباعة والتغليف، والخدمات اللوجستية والتوريد والتجارة. 

## تاريخ
في العام 2005، وقعت المجموعة صفقة تجارية إعلانية مع الوزير إياد بن أمين مدني ممثلا  لوزارة الثقافة والإعلام السعودية.
وفي العام 2012، أذنت إدارة الملك عبد الله آل سعود للمجموعة بتنظيم مهرجان الجنادرية السنوي في الرياض .
وفي العام 2013، منح أمير منطقة الرياض آنذاك، الأمير خالد بن بندر بن عبد العزيز آل سعود ، الحماد لشركة DNGO للمقاولات، إحدى كيانات المجموعة، لمشروع تعزيز وتقوية موارد المياه في منطقة الرياض.